# 哥打巴托省

哥打巴托省

哥打巴托省，菲律賓華人称古達描島省，簡稱古島省，前称北古達描島省（North Cotabato），是一個位於菲律賓民答那峨島的省份。首府為基沓巴灣市（Kidapawan City，基達帕萬市）。
根據地圖顯示方位，其位於民答那峨島的南部，向北的位置為布基農省；向西的位置為馬京達瑙省；向東的位置為南達沃省；向南的位置則是面對蘇丹庫達拉省。

## 行政區域
哥打巴托省劃分為17個自治市及1個城市。

### 城市
- 基達帕萬，咱儂話＂基沓巴灣＂（Kidapawan）- 首府

### 自治市
- 曼沙蘭（Alamada）
- 亞溜杉（Aleosan）
- 安智巴斯（Antipas）
- 阿拉坎，咱儂話＂亞拉干＂（Arakan）
- 描里絲南（Banisilan）
- 卡門（Carmen）
- 加描干（Kabacan）
- 里文岸（Libungan）
- Magpet
- 馬基拉拉（Makilala）
- 馬沓南 （Matalam）
- Midsayap
- M'Lang
- 比格加瓦鄢（Pigcawayan）
- 比基特（Pikit）
- 羅哈斯總統市，咱儂話＂羅哈示總統市＂（President Roxas）
- 图鲁南，咱儂話＂杜路蘭＂（Tulunan）

1. ↑  . 菲律賓聯合日報. 2020-10-28 （中文）.
2. ↑  . 菲律賓商報. 2025-03-25. （原始内容存档于2025-03-24）.